# ليفي ستيفن
ليفي ستيفن (بالإنجليزية: Levi Stephen)‏ (19 مارس 1974 باسكتلندا في المملكة المتحدة - ) هو لاعب كرة قدم بريطاني في مركز الوسط. لعب مع Bon Accord F.C. ‏ ونادي مونتروز لكرة القدم وInner West Hawks FC ‏ وSutherland Sharks FC ‏ وHuntly F.C. ‏ وDeveronvale F.C. ‏ ونادي كلايدبانك ‏.